# Волоконница острая
Волоконница острая (лат. Inócybe acúta) — вид грибов, входящий в род Волоконница (Inocybe) семейства Волоконницевые (Inocybaceae).

## Таксономия
Синонимы:
- Inocybe acutella Bon 1976

## Описание
- Шляпка 1—3,5 см в диаметре, у молодых грибов колокольчатой формы, затем раскрывающаяся до плоско-выпуклой, с заметным острым бугорком в центре, с возрастом радиально растрескивающаяся, окрашена в умброво-коричневые тона.
- Мякоть шляпки беловатая, на воздухе цвет не меняет, в ножке же также беловатая, но при автооксидации коричневеет, с неприятным запахом.
- Гименофор пластинчатый, пластинки почти свободные от ножки, часто расположенные, глинисто-коричневого цвета.
- Ножка 2—4 см длиной и 0,2—0,5 см толщиной, одного цвета со шляпкой, в верхней части с мучнистым налётом, цилиндрической формы, со слабо утолщённым бульбовидным основанием.
- Споровый порошок табачно-бурого цвета. Споры 8,5—11×5—6,5 мкм, гладкие, угловатые. Базидии четырёхспоровые. Хейлоцистиды и плевроцистиды 47—65×12—23 мкм, бутылковидной, веретеновидной или цилиндрической формы.

Считается несъедобным грибом.

## Ареал и экология
Широко распространена в Европе, также известна в Восточной Сибири. Произрастает в хвойных лесах субарктического пояса, на болотах, иногда среди сфагновых мхов. Встречается нечасто.